# Calvatia
Calvatia Fr. (czasznica) – rodzaj grzybów należący do rodziny purchawkowatych (Lycoperdaceae).

## Charakterystyka
Naziemne grzyby saprotroficzne. Bazydiokarpy zamknięte, workowate do odwrotnie gruszkowatych. Dojrzały bazydiokarp zmienia się w pylącą masę zarodników, w końcu całkowicie się zużywa i zostaje tylko płonna część trzonowa. Wysyp zarodników oliwkowobrązowy lub liliowobrązowy. Zarodniki okrągławe, gładkie, brodawkowate do kolczastych.

## Systematyka i nazewnictwo
Pozycja w klasyfikacji: Lycoperdaceae, Agaricales, Agaricomycetidae, Agaricomycetes, Agaricomycotina, Basidiomycota, Fungi (według Index Fungorum).
Synonimy naukowe: Hippoperdon Mont., Hypoblema Lloyd, Omalycus Raf.
Polską nazwę nadali Barbara Gumińska i Władysław Wojewoda w 1961 r., dawniej gatunki czasznic zaliczane były do purchawek (Lycoperdon).
Gatunki występujące w Polsce:
- Calvatia candida (Rostk.) Hollós 1902 – czasznica biała
- Calvatia cyathiformis (Bosc) Morgan 1890– czasznica miskowata
- Calvatia gigantea (Batsch) Lloyd 1904 – czasznica olbrzymia[6]
- Calvatia turneri (Ellis & Everh.) Demoulin & M. Lange 1990 – czasznica tatrzańska

Nazwy naukowe na podstawie Index Fungorum. Wykaz gatunków i nazwy polskie według Władysława Wojewody.